# Лончонек
Лончонек (пол. Łączonek) — село в Польщі, у гміні Бжузе Рипінського повіту Куявсько-Поморського воєводства.
Населення — 150 осіб (2011).
У 1975-1998 роках село належало до Влоцлавського воєводства.

## Демографія
Демографічна структура станом на 31 березня 2011 року:
|          | Загалом | Допрацездатний вік | Працездатний вік | Постпрацездатний вік |
| -------- | ------- | ------------------ | ---------------- | -------------------- |
| Чоловіки | 78      | 21                 | 44               | 13                   |
| Жінки    | 72      | 15                 | 42               | 15                   |
| Разом    | 150     | 36                 | 86               | 28                   |